# Tall Cedars of Lebanon
Tall Cedars of Lebanon (en català: els cedres alts del Líban) és el nom d'una organització maçònica americana oberta als mestres francmaçons de les obediencies de la francmaçòneria regular dels Estats Units. Els seus membres es reconeixen pels barrets piramidals que ells porten en les seves reunions. El seu nom prové dels cedres del Líban que el rei Salomó va fer servir per la construcció del primer Temple de Jerusalem. La fundació Tall Cedar és una associació benèfica, aquesta fundació promou la investigació mèdica, per trobar una cura per la distròfia muscular i les malalties neuromusculars relacionades.